# Czełopecz (gmina)
Czełopecz (bułg. Община Челопеч) – gmina w zachodniej Bułgarii, w obwodzie sofijskim.

## Miejscowości
Jedyną miejscowością gminy Czełopecz jest wieś Czełopecz.